# Lub (planetoïde)
(7506) Lub is een planetoïde in het zonnestelsel.

## Beschrijving
(7506) Lub bevindt zich in de hoofdgordel tussen de banen van de planeten Mars en Jupiter. Op 24 september 1960 werd ze ontdekt in het Palomar-observatorium in Californië, door Cornelis Johannes van Houten, Ingrid van Houten-Groeneveld en Tom Gehrels. De planetoïde is vernoemd naar de Nederlandse astronoom Jan Lub.